# ソンバウィ駅
ソンバウィ駅（ソンバウィえき）は大韓民国京畿道果川市果川洞にある、韓国鉄道公社（KORAIL）果川線の駅。駅番号は(435)。

## 駅名
駅名は近隣を流れる良才川にある大きな岩（仙岩/선바위）に由来する。当初は仙岩駅となる予定であったが、先に東海線に仙岩駅（現：開雲浦駅）が開業していたことから固有語の駅名に変更された。ただし中国語表記は立岩站となっている。

## 駅構造
相対式ホーム2面2線を有する地下駅。
当駅は左側通行だが、当駅と南泰嶺駅との間で立体交差により左右が入れ替わる。また、果川線の電圧は交流25kV、ソウル交通公社4号線は直流1500Vのため、南泰嶺駅との間にデッドセクションがある。
出入口は1番から6番までの6ヵ所ある。

## 駅周辺
牛眠山の南側に位置し、あまり開発が進んでおらず住宅は少ない。ソウル特別市内と果川市を結ぶ幹線道路沿いに飲食店が立ち並んでいる。今後駅の西側で開発が予定されていて、利用客が増加する見込みがある。
- 果川洞住民センター
- 果川登記所
- 仙岩検問所
- ソンバウィ公園
- 下水処理場
- ソンバウィ美術館
- 自然サラン保育園

## 歴史
- 1994年4月1日 - 開業。

## 利用状況
| 路線    | 乗車人員 | 乗車人員 | 乗車人員 | 乗車人員 | 乗車人員 | 乗車人員 | 乗車人員 | 乗車人員 | 乗車人員 | 乗車人員 | 乗車人員 | 乗車人員 | 乗車人員 | 乗車人員 | 乗車人員 | 乗車人員 | 乗車人員 | 乗車人員 | 乗車人員 | 注 釈 |
| 路線    | 2000年   | 2001年   | 2002年   | 2003年   | 2004年   | 2005年   | 2006年   | 2007年   | 2008年   | 2009年   | 2010年   | 2011年   | 2012年   | 2013年   | 2014年   | 2015年   | 2016年   | 2017年   | 2018年   | 注 釈 |
| ------- | -------- | -------- | -------- | -------- | -------- | -------- | -------- | -------- | -------- | -------- | -------- | -------- | -------- | -------- | -------- | -------- | -------- | -------- | -------- | ----- |
| ●果川線 | 2424     | 2821     | 2954     | 3215     | 2646     | 2774     | 2859     | 3212     | 3718     | 4201     | 4822     | 5915     | 6738     | 7663     | 9199     | 14411    | 9022     | 8959     | 9357     | [ 1 ] |

## 隣の駅
韓国鉄道公社
●果川線
南泰嶺駅 (434) - ソンバウィ駅 (435) - 競馬公園駅 (436)

## 写真

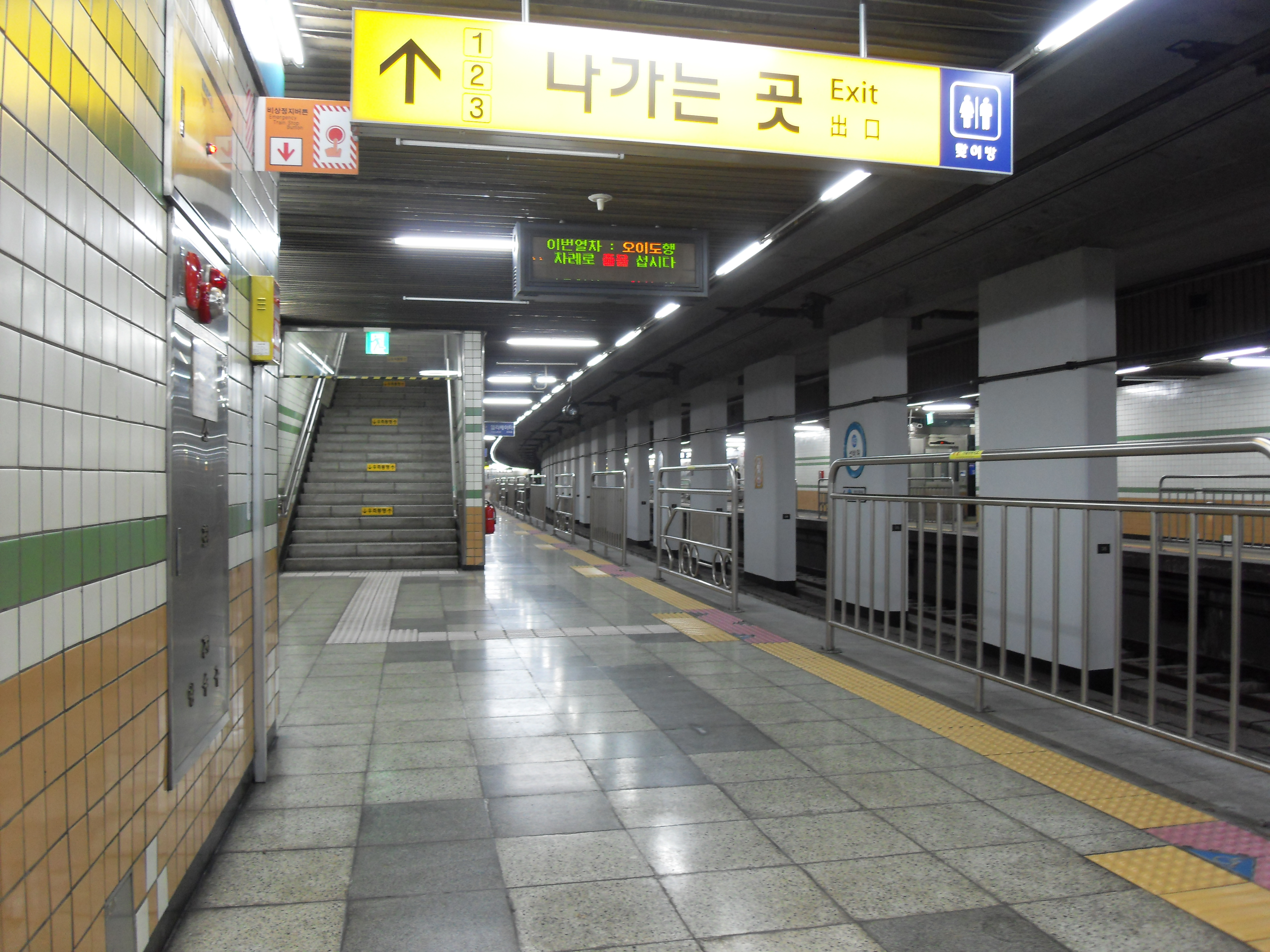
ホームドア設置前のホーム
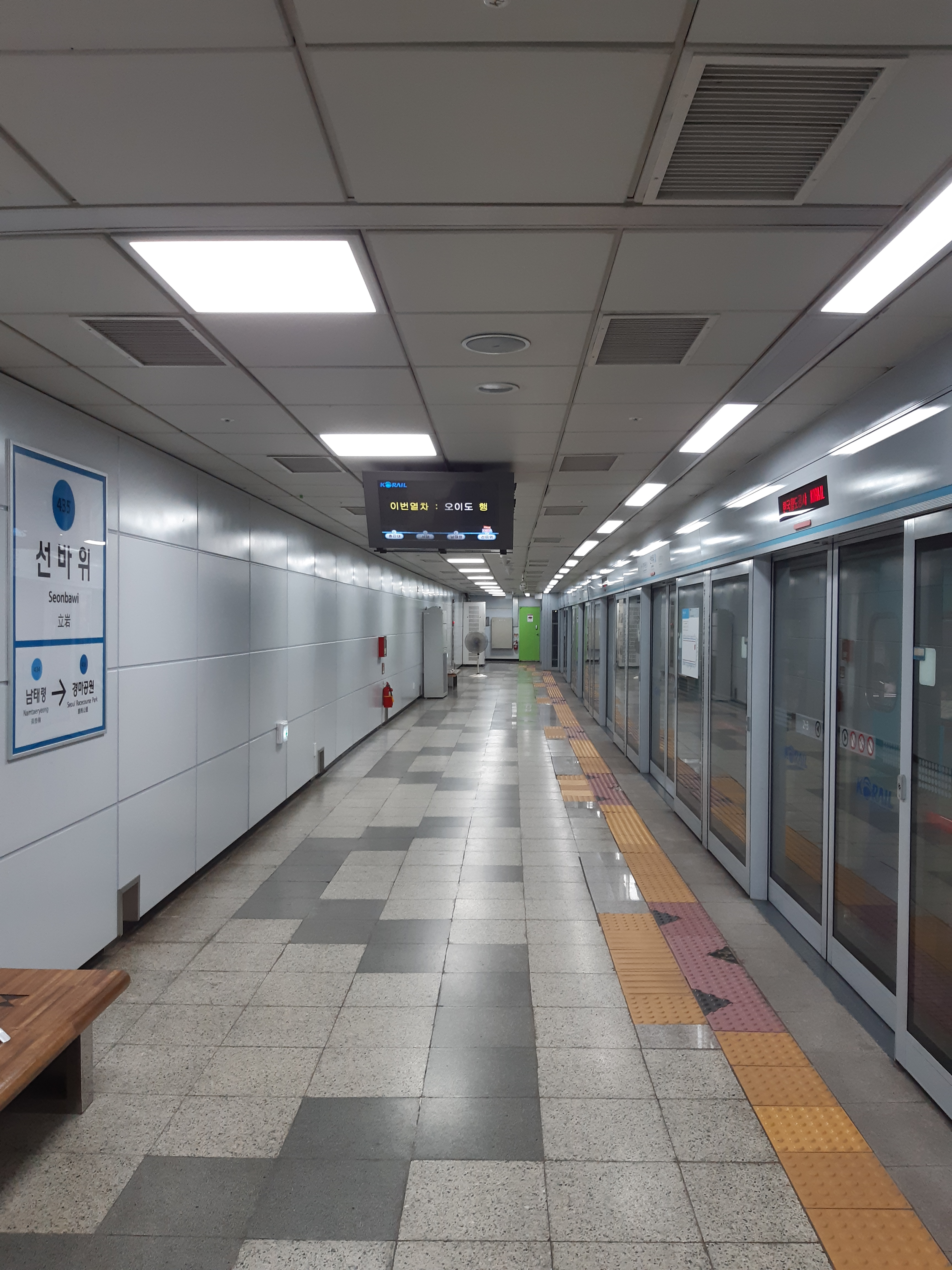
現在のホーム(2020年9月)
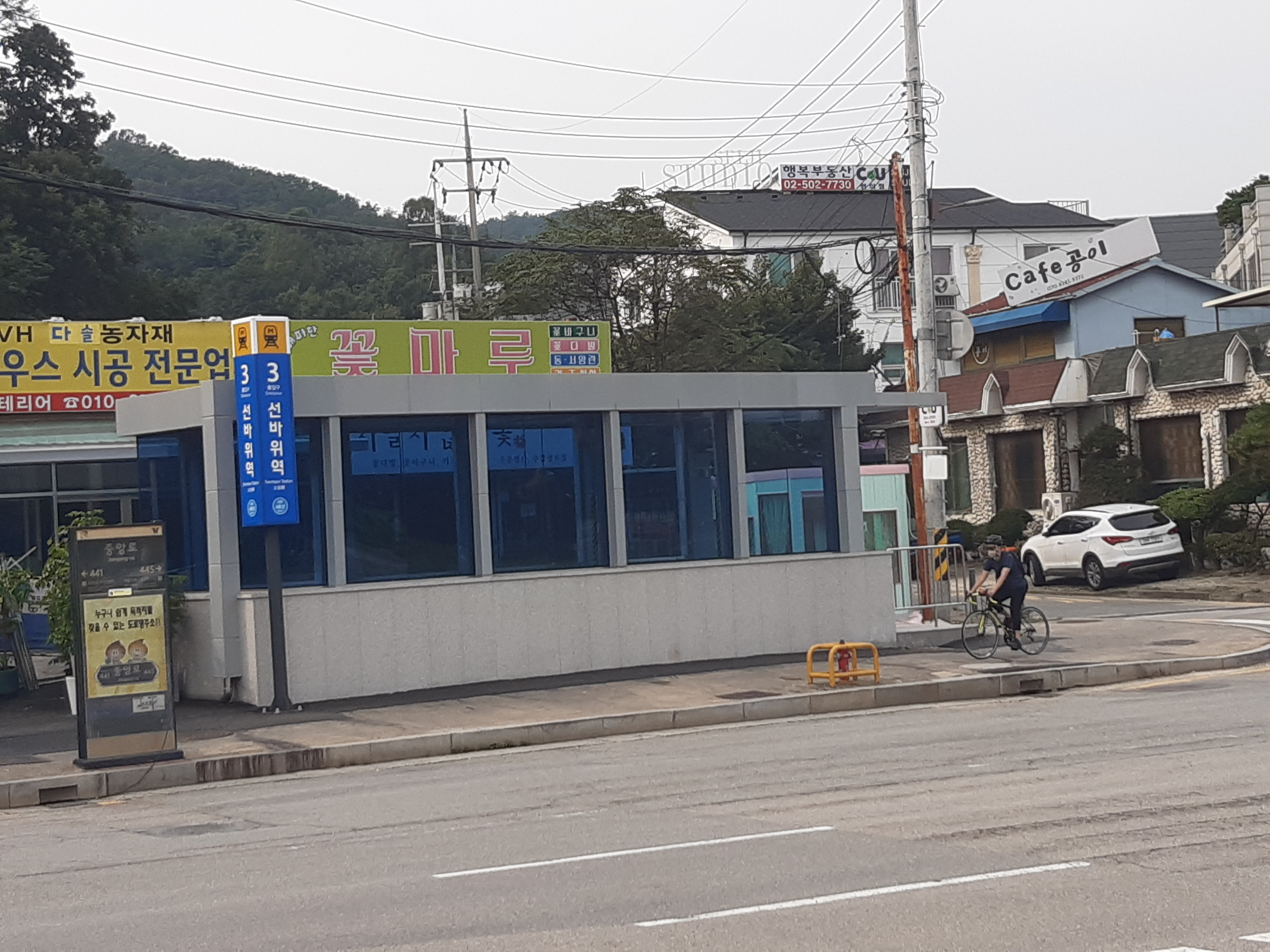
3番出口